# Том Грийн
Майкъл Томас Грийн, по-известен като Том Грийн, (на английски: Tom Green) е канадски актьор.
Роден е на 30 юли 1971 г. в Онтарио. Бил е женен за Дрю Баримор.
Известен е с комедиините си роли. Водил е шоу по МТВ.

## Филми
- Голямото пътуване (2000)
- Прецаканият Фреди (2001)
- Скъпо обещание (2002)